# Hamido's son
Hamido's son (en árabe: ابن حميدو) es una película cómica egipcia de 1957 dirigida por Fatin Abdel Wahab.

## Elenco
- Ismail Yassine como el hijo de Hamido.
- Hind Rostom como Aziza.
- Ahmed Ramzy como Hassan.
- Abd El Fatah El Quossary como Hanafi.
- Zeinat Sedki como Hamida.
- Tawfik El Deken como El Baz Afandi.